# نيكولا فونتين
نيكولا فونتين هو متزحلق حر كندي، ولد في 5 أكتوبر 1970 في ماغوغ، كيبك في كندا.

## وصلات خارجية
- نيكولا فونتين على موقع الاتحاد الدولي للتزلج (التزلج الحر) (الإنجليزية)
- نيكولا فونتين على موقع اللجنة الأولمبية الدولية (الإنجليزية)
- نيكولا فونتين على موقع أوليمبيديا (الإنجليزية)
- نيكولا فونتين على موقع اللجنة الأولمبية الكندية (الإنجليزية)
- نيكولا فونتين على موقع قاعة كيبيك للمشاهير الرياضية (الفرنسية)